# Водное поло на летних Олимпийских играх 1960

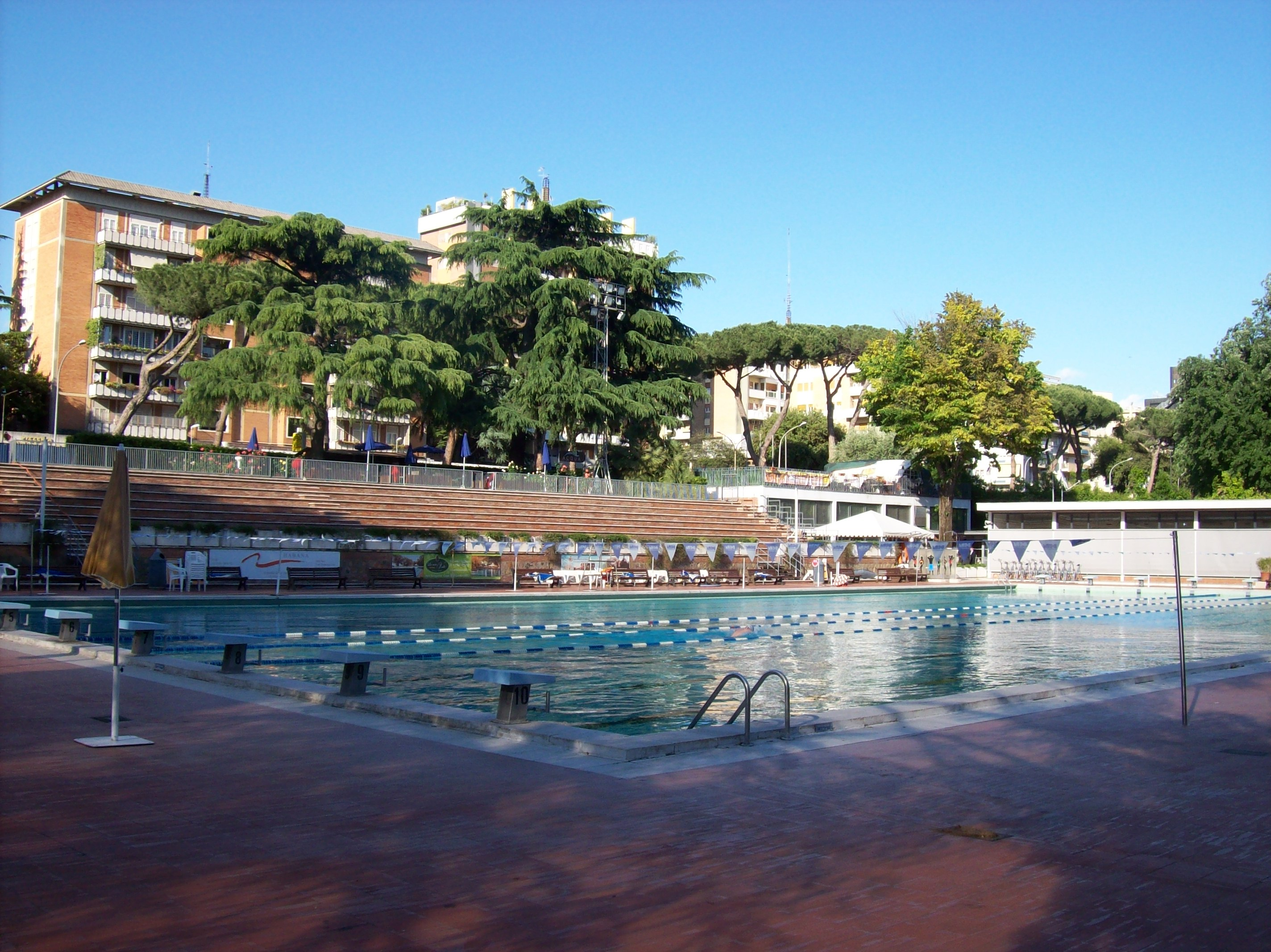
Piscina delle Rose

В соревнованиях по водному поло на летних Олимпийских играх 1960 года принимало участие 16 сборных. Соревнования проходили в бассейнах Piscina delle Rose и Stadio Olimpico del Nuoto с 25 августа по 3 сентября.
В финальный групповой раунд вышли сборные Италии (2 очка за победу над СССР в полуфинальном раунде), Югославии (2 очка за победу над Венгрией в полуфинальном раунде), СССР (0 очков) и Венгрии (0 очков). 2 сентября сборная СССР сыграла вничью с Венгрией (3:3). а сборная Италии обыграла Югославию (2:1). 3 сентября сборная СССР обыграла команду Югославии (4:3), а команда Италии сыграла вничью с Венгрией (3:3). 
Сборная Италии стала олимпийским чемпионом второй раз в истории после 1948 года. Сборная Венгрии впервые с Игр 1928 года опустилась ниже второго места, однако продлила свою серию олимпийских турниров, на которых выигрывала медали, до 7 подряд.

## Участники
- Италия
- Венгрия
- Югославия
- СССР
- США
- Германия (Объединённая команда Германии)
- Румыния
- Австралия
- Объединённая Арабская Республика
- Франция
- Бельгия
- Бразилия
- Аргентина
- Япония
- Нидерланды
- Южная Африка

## Медалисты
| Дисциплина | Золото | Серебро | Бронза |
| ---------- | --- | --- | --- |
| Мужчины    | Италия · Амедео Амброн · Данио Барди · Джузеппе Д’Альтруи · Сальваторе Джонта · Джанкарло Гуэррини · Франко Лаворатори · Джанни Лонци · Луиджи Маннелли · Розарио Пармеджани · Эральдо Пиццо · Данте Росси · Брунелло Спинелли | СССР · Виктор Агеев · Лери Гоголадзе · Борис Гойхман · Юрий Григоровский · Анатолий Карташов · Вячеслав Куренной · Владимир Новиков · Пётр Мшвениерадзе · Евгений Сальцын · Владимир Семёнов · Гиви Чиквания | Венгрия · Отто Борош · Золтан Дёмётёр · Дежё Дьярмати · Ласло Йеней · Тивадар Канижа · Дьёрдь Карпати · Андраш Катона · Янош Конрад · Михай Майер · Кальман Марковитц · Петер Рушоран · Ласло Фелкаи · Иштван Хевеши |